# Николај Патрушев
Николај Платонович Патрушев (рус. Никола́й Плато́нович Па́трушев; Лењинград, 11. јул 1951) руски је политичар, обавештајац и бивши секретар Савета безбедности Руске Федерације од 2008 до 2024. године. Раније је обављао функцију директора Федералне службе безбедности (ФСБ), наследнице совјетског КГБ-а, од 1999. до 2008. године. Сматра се једним од најближих сарадника председника Владимира Путина.
Тренутно се налази под санкцијама Европске уније и САД као одговор на руску анексију Крима и инвазију Русије на Украјину.